# Dileptus
Genre
Dileptus est un genre de ciliés de la classe des Litostomatea, de l'ordre des Dileptida et de la famille des Dileptidae.
Le genre Dileptus a été nommé par Félix Dujardin, en 1841.

## Espèces
Dileptus americanus – Dileptus anser – Dileptus gigas – Dileptus monilatus